# Guarianthe
Guarianthe (возможное русское название Гуарианте) — род многолетних эпифитных и литофитных травянистых растений семейства Орхидные. В настоящий момент в него включают 4 вида и один естественный гибрид.
Род генетически близок с Rhyncholaelia, Brassavola, Cattleyella и Cattleya. Ранее виды входящие в род Guarianthe относили к роду Cattleya. Генетические исследования выявили, что эта группа видов более близка Rhyncholaelia нежели к роду Cattleya. В 2003 году эти четыре вида были выделены в отдельный род Guarianthe.
Аббревиатура родового названия в промышленном и любительском цветоводстве — Gur.

## Этимология
Название Guarianthe образовано из слов: «guaria» в Коста-Рике популярное имя для орхидей и греческого слова άνθος — цветок.
Род не имеет устоявшегося русского названия, в русскоязычных источниках чаще используется научное название Guarianthe.

## Распространение и экология
Центральная и Южная Америка 

Эпифиты, реже литофиты на скалах.

## Биологическое описание
Симподиальные растения средних размеров. 
Псевдобульбы веретеновидные, несут 2 листа.
Листья кожистые, жёсткие.
Соцветие верхушечное, многоцветковое.
Цветки красивые, яркие.

## Виды
Виды по Checklist Royal Botanic Gardens, Kew:
- Guarianthe aurantiaca (Bateman ex Lindl.) Dressler & W.E.Higgins, 2003
- Guarianthe bowringiana (O'Brien) Dressler & W.E.Higgins, 2003
- Guarianthe patinii (Cogn.) Dressler & W.E.Higgins, 2003
- Guarianthe skinneri (Bateman) Dressler & W.E.Higgins, 2003

## Охрана исчезающих видов
Все виды рода Guarianthe входят в Приложение II Конвенции CITES. Цель Конвенции состоит в том, чтобы гарантировать, что международная торговля дикими животными и растениями не создаёт угрозы их выживанию. 
Приложение включает все виды, которые в данное время хотя и не обязательно находятся под угрозой исчезновения, но могут оказаться под такой угрозой, если торговля образцами таких видов не будет строго регулироваться в целях недопущения такого использования, которое несовместимо с их выживанием; а также другие виды, которые должны подлежать регулированию для того, чтобы над торговлей образцами некоторых видов из первого списка мог быть установлен эффективный контроль.

## Естественныегибриды
- Guarianthe × guatemalensis (T.Moore) W.E.Higgins, 2004 (Gur. aurantiaca × Gur. skinneri)

## В культуре
Условия культивирования аналогичны растениям рода Каттлея.